# Gonomyia dentata
Gonomyia dentata là một loài ruồi trong họ Limoniidae. Chúng phân bố ở miền Cổ bắc.